# Hidden Führer: Debating the Enigma of Hitler's Sexuality
Hidden Führer: Debating the Enigma of Hitler's Sexuality (em português: Fuhrer Oculto: Debatendo o Enigma da Sexualidade de Hitler) é um filme no estilo documentário baseado em uma pesquisa do historiador Lothar Machtan no livro The Hidden Hitler, o qual afirmou que Adolf Hitler era homossexual. Foi exibido pela CINEMAX Reel Life da HBO. Foi dirigido por Fenton Bailey e Randy Barbato, ambos gays.